# 塔尼娅·哈丁
塔尼娅·哈丁（英語：Tanya Harding，1972年1月23日—），澳大利亚女子垒球运动员。她曾代表澳大利亚国家队参加1996年、2000年、2004年和2008年夏季奥林匹克运动会垒球比赛，获得一枚银牌和三枚铜牌。